# Avenida Brasil (telenovela)
Avenida Brasil es una telenovela brasileña emitida por TV Globo desde el 26 de marzo hasta el 19 de octubre de 2012, reemplazando a Fina Estampa y siendo sucedida por La guerrera. Escrita por João Emanuel Carneiro, con la colaboración de Marcia Prates, Alessandro Marson, Antonio Prata, Luciana Pessanha y Thereza Falcão, dirigida por Gustavo Fernández, Joana Jabace, Paulo Silvestrini, Thiago Teitelroit y André Câmara, con la dirección general de Amora Mautner y José Luiz Villamarim sobre núcleo de Ricardo Waddington.
Está protagonizada por Débora Falabella, Cauã Reymond y Murilo Benício; y con las participaciones antagónicas de Adriana Esteves, Marcello Novaes y los primeros actores José de Abreu y Juca de Oliveira. Cuenta con las actuaciones estelares de Heloísa Périssé, Alexandre Borges, Nathalia Dill, Letícia Isnard, Ísis Valverde y los primeros actores Marcos Caruso, Eliane Giardini y Vera Holtz; además de la actuación especial del primer actor Tony Ramos.
La telenovela en solo seis meses, tuvo sus derechos de exhibición licenciados en 106 países y, posteriormente, en 24 naciones más, sumando 130 países. En los últimos 20 meses la novela fue licenciada por 150 países, y doblada a más de 20 idiomas, como español, árabe, griego, polaco, ruso y francés. Se tornó la telenovela brasileña más licenciada para el exterior. Avenida Brasil se tornó un fenómeno en todo el mundo y fue líder de rating en varios países, como Argentina, Uruguay, Venezuela, Paraguay con récords de audiencia en Portugal, Chile, Marruecos, y en su país de origen Brasil, quedando diariamente en los "trending topics" de esos países.
El éxito de Avenida Brasil fue tanto que la telenovela apareció en la revista Forbes de Estados Unidos como verdadero fenómeno de la televisión mundial y como la novela más rentable de la historia. En general, Avenida Brasil es la segunda novela más exitosa de todos los tiempos, después de la telenovela colombiana Yo soy Betty, la fea, que han sido proyectadas en más de 180 países y doblada a más de 25 idiomas.
La telenovela obtuvo un total de 118 indicaciones a premios, siendo victoriosa en 41 de ellos.
Compitió como mejor telenovela de 2012 en los Premios Emmy Internacional, pero perdió ante la telenovela también brasileña Lado a Lado.

## Trama
En Avenida Brasil, la ambición y la crueldad pueden cambiar el curso de la vida de una joven y con el tiempo, llevarla a querer venganza. Esta es la dramática historia de Rita, que lucha por recuperar parte de la vida que su madrastra cazafortunas, Carmina, le robó cuando todavía era solo una niña.

### Primera fase
1999. Genesio Fonseca (Tony Ramos), un hombre viudo y solitario se casa con Carmen Lucía Moreira de Souza, conocida como Carminha (Adriana Esteves), una mujer aparentemente simple y sensible pero que esconde una ambición desmedida y sólo piensa en aprovecharse del dinero de Genesio y es por ello que planea un golpe para robar al pobre hombre. El plan hubiese sido exitoso pero Rita (Mel Maia), la hija de Genesio, descubre todo e intenta prevenir a su padre en contra de Carmina. Pero es demasiado tarde, y sucede lo peor, Genesio muere en la Avenida Brasil, atropellado por la estrella de fútbol Jorge «Tifón» (Murilo Benício), que acababa de ganar el Campeonato Carioca. Este, lleno de culpa por la muerte de Genesio, decide acercarse a Carmina recién enviudada para consolarla y brindarle apoyo y es allí cuando esta ve la oportunidad perfecta para casarse con Tifón y finalmente llegar a ser rica y poderosa. Después de obtener todo el dinero de Genesio, Carmina, con la ayuda de su amante y cómplice Max (Marcello Novaes), llevan a Rita a un basural, donde crece con un deseo de venganza en contra de sus verdugos.
En el basural, Rita vive un infierno en manos de Nilo (José de Abreu), un hombre ambicioso y cruel que se aprovecha de los niños para conseguir dinero con la basura que estos reciclan. Pero ella se acerca a Mamá Lucinda (Vera Holtz), una mujer humilde y cariñosa que cría a los niños del tiradero como sus propios hijos. Es allí donde se encuentra con Patata (Bernardo Simões), un niño que fue abandonado cuando era un bebé en el basural, y los dos se convierten en amigos cercanos y viven una relación infantil e inocente pero muy importante para ambos. El destino los separa cuando Rita es adoptada por una pareja argentina rica y estos le cambian el nombre a Nina Sauer.
Carmina se casa con Tifón, y este se separa de la dueña de un popular salón de belleza del que es socio, Monalisa (Heloísa Perissé), debido a una plan de Carminha con Max. Carmina  se va a vivir en una lujosa mansión en el suburbio ficticio “El Divino”, en la zona norte de Río de Janeiro. Poco después de que Rita se va del tiradero, adoptan a Patata, que en realidad es el hijo biológico de Carmina y Max, pero estos lo abandonaron en el tiradero años antes porque no podían mantenerlo. El niño es muy bien recibido en la casa de Tifón, y se pasa a llamar Jorge «Jorgito»

### Segunda fase
2012. Nina Sauer García (Débora Falabella) ha crecido hasta lograr convertirse en una gran chef. Su madre adoptiva, Denisse, falleció, y ella creció pensando en vengarse de Carmina. Pero cuando Martín García (Jean Pierre Noher), su padre adoptivo en Argentina también fallece, se muda de nuevo a Brasil para iniciar su plan de venganza, dejando atrás a su novio Héctor (Daniel Kuzniecka) y a sus dos hermanas, Begonia (Carol Abras) y Mercedes (Marina Glezer). Ya en Brasil, Nina se hace amiga por internet de Ivana (Letícia Isnard), hermana de Tifón, y es allí cuando le pide trabajo como cocinera en la mansión y de esta forma encontrarse muy cerca de Carmina.
Carmina es ahora una esposa ejemplar, o al menos aparenta serlo, ya que todo es una fachada de mujer bondadosa y buena ama de casa pero en realidad ella detesta a la familia de Tifón y el suburbio en donde estos viven. La única persona a la que realmente adora es a Jorgito (Cauã Reymond), su hijo de sangre, pero al que todo mundo cree adoptado. Carmina también es madre de Agatha (Ana Karolina Lannes), otro resultado de su relación con Max, pero que todos creen que es hija de Genesio. Carmina aún continúa su relación con Max, quien ahora está casado con Ivana.
Jorgito es novio de Débora Magalhães (Nathalia Dill), una chica rica y de buenos sentimientos. Débora a su vez, es la hija de Carlitos (Alexandre Borges), un ejecutivo unido sentimentalmente con tres mujeres: Verónica (Débora Bloch), una mujer rica, vanidosa y dominante, madre de Débora; Noemia (Camila Morgado), una mujer culta, moderna y madre de Tomás (Ronny Kriwat), y finalmente, Alexia (Carolina Ferraz) su mujer más reciente, una mujer bella, rica e independiente con quien tiene una joven hija, Paloma (Bruna Griphao).
Rita, ahora como Nina, se va a vivir con la familia de Tifón, pero se entera de que Jorgito es su gran amor de la infancia, "Patata", y es allí en donde Nina se debate entre el amor y la venganza contra Carmina y hasta dónde está dispuesta a llegar entre el amor y la venganza.

## Elenco
- Débora Falabella - Nina García Hernández / Nina Sauer / Rita Fonseca de Souza
- Cauã Reymond - Jorge «Jorgito» Moreira Araújo / Cristiano Moreira Oliveira «Patata»
- Murilo Benício - Jorge «Tifón» Araújo
- Adriana Esteves - Carmen Lucía «Carmina» Moreira Oliveira de Fonseca / de Araújo
- Alexandre Borges - Carlos Eduardo «Carlitos / Dudú» Queirós de Sousa
- Marcello Novaes - Maxwell «Max» Oliveira
- Vera Holtz - Lucinda Oliveira «Mamá Lucinda»
- José de Abreu - Nilo Oliveira
- Heloísa Périssé - Monalisa Barbosa da Silva de Araújo[9]
- Eliane Giardini - Muricy de Araújo[10]
- Marcos Caruso - Leopoldo «Leleco» Araújo[11]
- Letícia Isnard - Ivana Araújo[12]
- Nathalia Dill - Débora Magalhães de Queirós[13]
- Ísis Valverde - Suelen Flores[14]
- Juca de Oliveira - Santiago Moreira[15]
- Débora Bloch - Verónica Magalhães Queirós[16]
- Camila Morgado - Noemia Buarque Queirós[17]
- Carolina Ferraz - Alexia Bragança[18]
- Fabíula Nascimento - Olívia «Olenka» Cabral[19]
- Otávio Augusto - Diógenes Viegas
- Juliano Cazarré - Adauto[20]
- Bruno Gissoni - Irán Barbosa[21]
- Ailton Graça - Paulo Silas
- Cláudia Missura - Janaína
- Cacau Protásio - Zezé
- Débora Nascimento - Tessália das Graças Mendonça[22]
- Daniel Rocha - Ronaldo «Roni» Viegas
- Bianca Comparato - Betania de Almeida[23]
- Paula Burlamaqui - Dolores Neiva / Sonia Catatau[24]
- Carol Abras - Begonia García Hernández[25]
- Thiago Martins - Leandro[26]
- José Loreto - Darkson Silas[27]
- Emiliano D'Ávila - Lúcio
- Ana Karolina Lannes - Agatha Moreira Araújo / Agatha Moreira Oliveira
- Ronny Kriwat - Tomás Buarque Queirós[28]
- Bruna Griphao - Paloma Bragança Queirós
- Betty Faria - Pilar Albuquerque[29]
- Mel Maia - Rita Fonseca Moura (niña)
- Bernardo Simões - Cristiano Moreira Oliveira / «Patata» (niño)
- Tony Ramos - Genésio Fonseca Moura[30]
- Felipe Abib - Jimmy Bastos
- Luana Martau - Beverly
- João Henrique Gago - Valdo
- Mário Hermeto - Zenón
- Claudia Assunção - Neide
- André Luiz Miranda - Valentín
- Leandro Santanna - Herculano
- Lui Strassburger - Ruy
- Patrícia de Jesús - Jessica
- Márcio Tadeu de Lima - Padre Solano
- Murilo Elbas - Branco
- Rodrigo Rangel - Moreira
- Jean Pierre Noher - Martín García[31]
- Marina Glezer - Mercedes García Hernández
- Rita Guedes - Nicole Neiva
- William Vitta - Ramón
- Danilo Neves - Sérgio
- João Fernández - Picolé
- Gabriela Saraivah - Miluce
- João Pedro Carvalho - Jerónimo
- Vilma Melo - Concepción
- Kiko Pissolato - Jair
- Ângela Dip - Bernadette
- Daniel Kuzniecka - Héctor
- Felipe Titto - Sidney
- Gabriel Chadan - Wallerson
- Regina Sampaio - Hermana Clarice
- Osvaldo Baraúna - Roger
- Cleiton Morais - Wallace

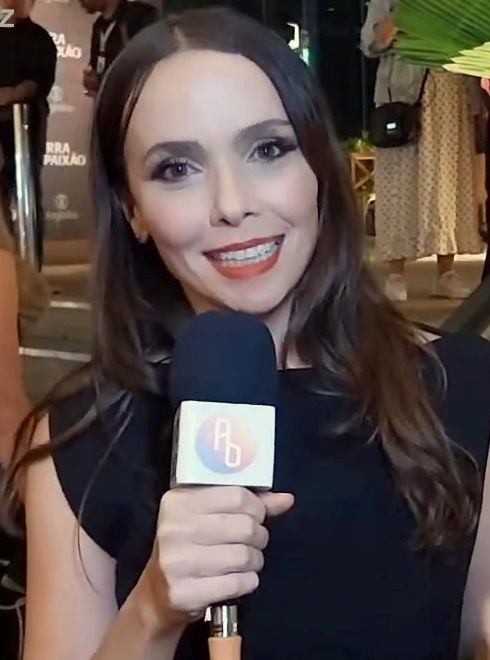
Débora Falabella
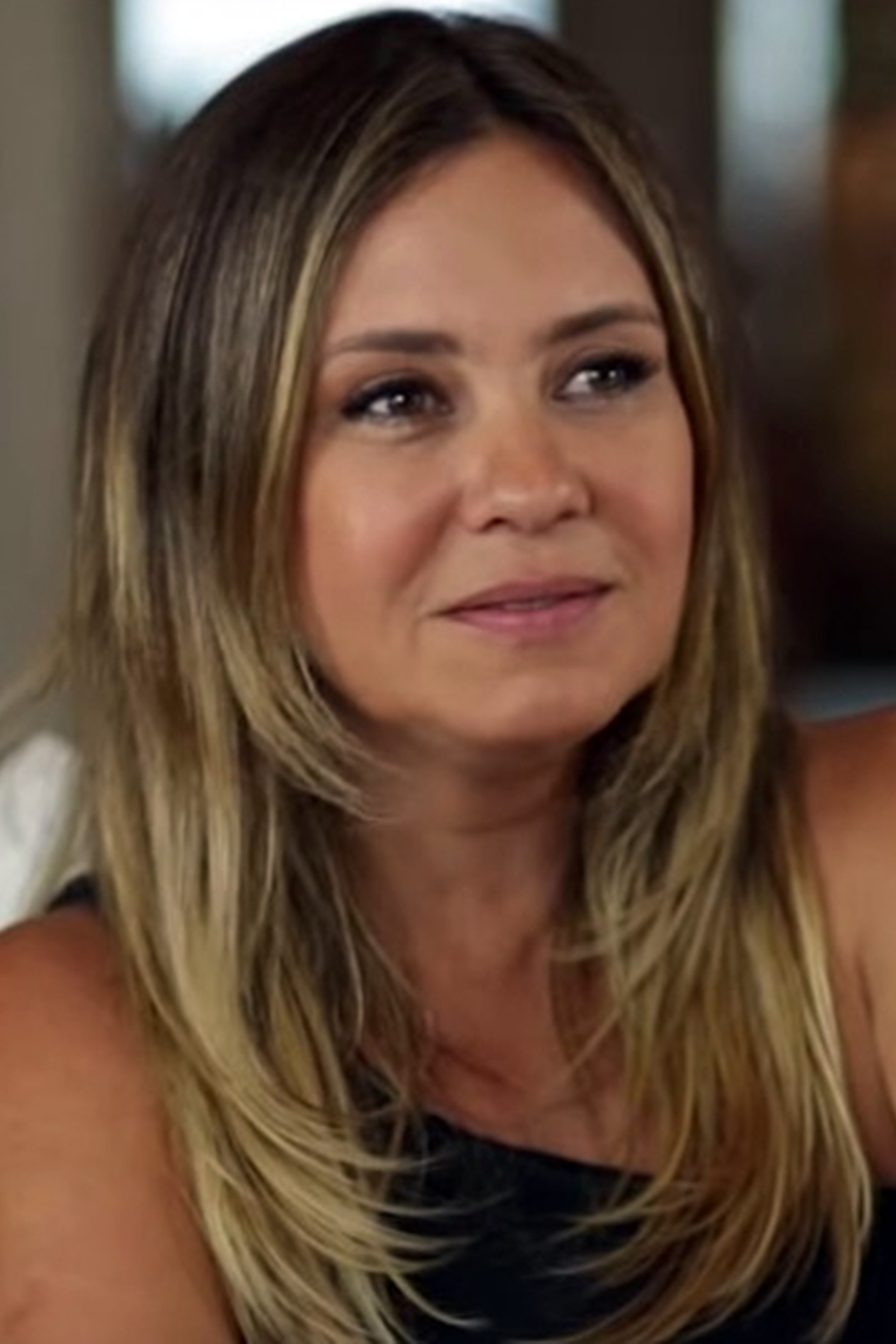
Adriana Esteves
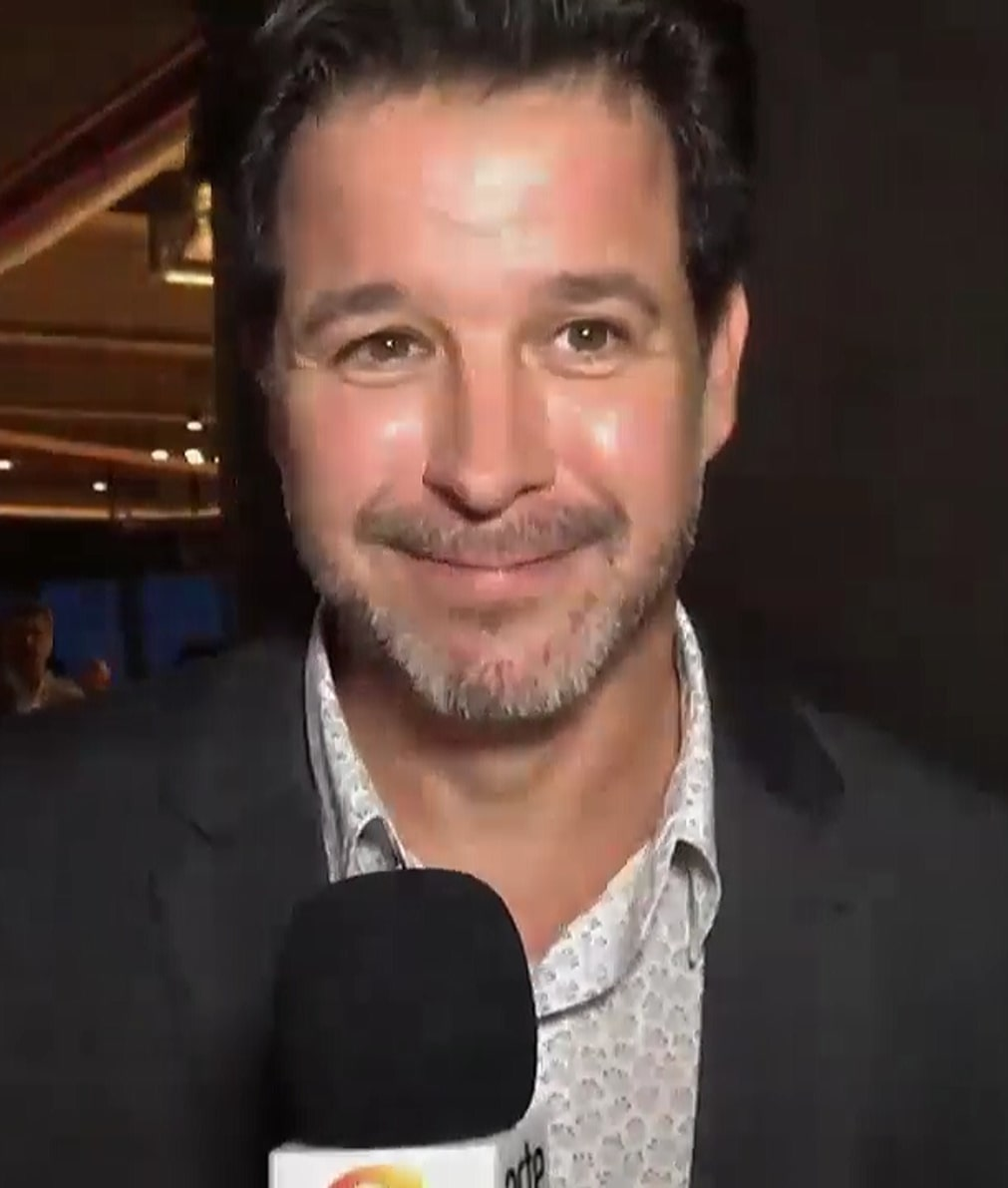
Murilo Benício
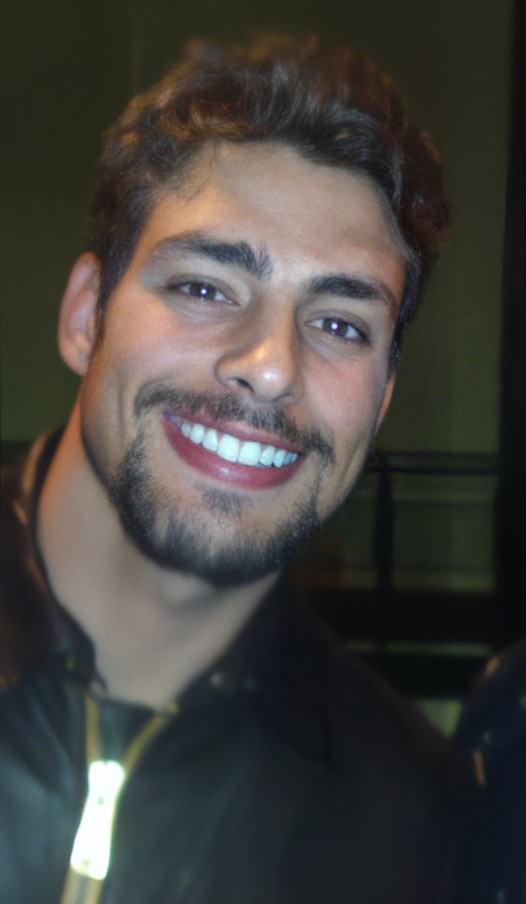
Cauã Reymond
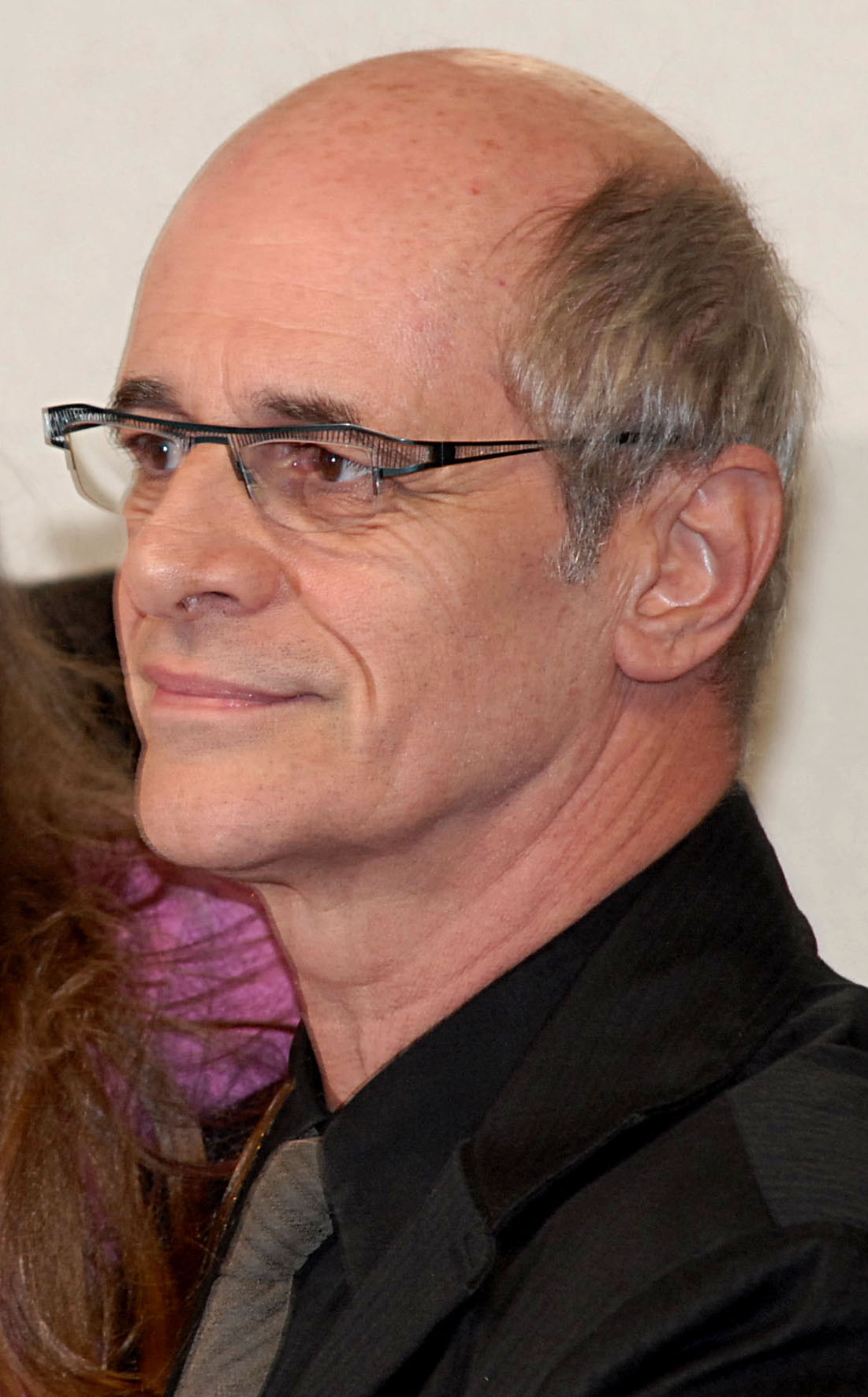
Marcos Caruso
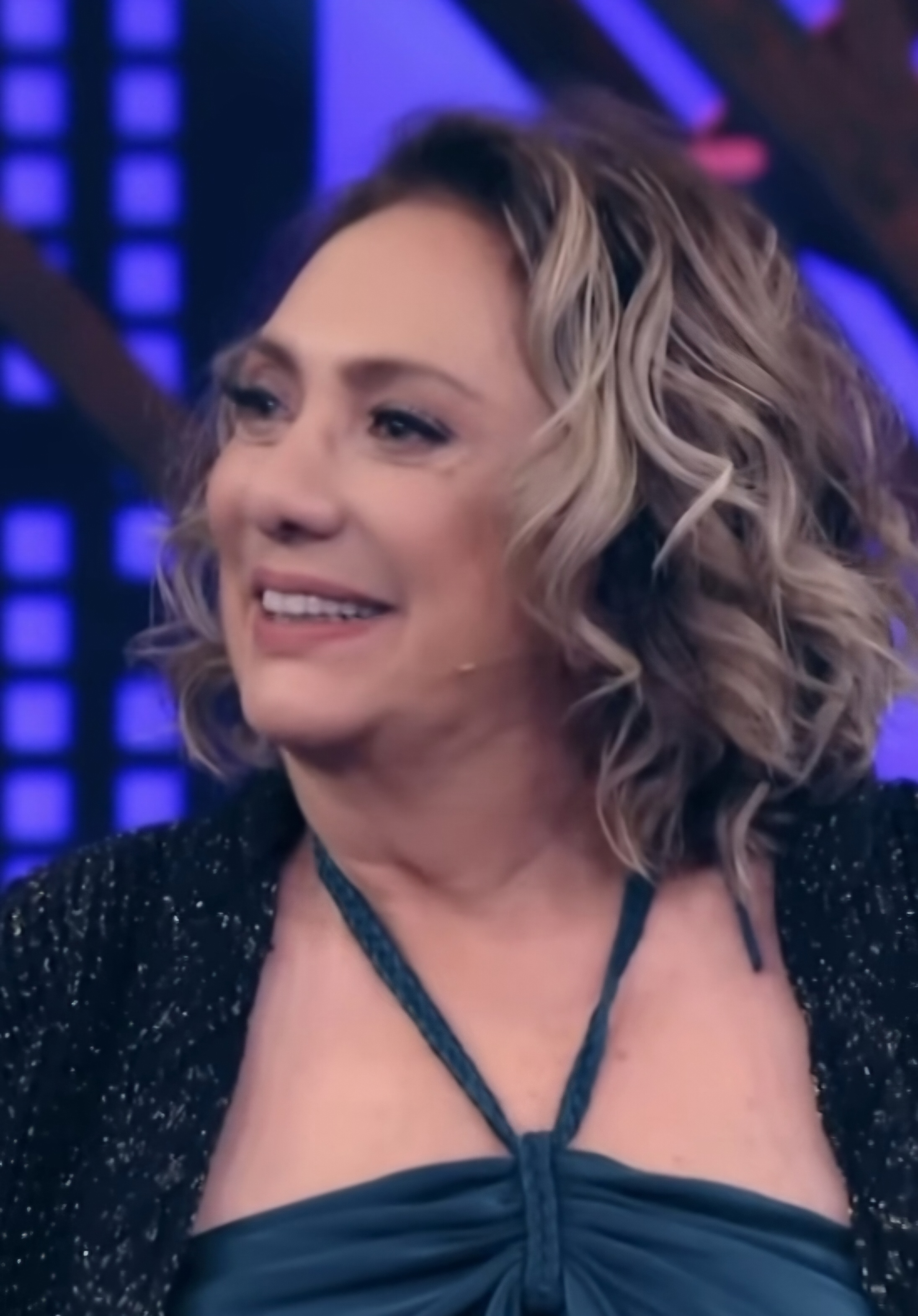
Eliane Giardini
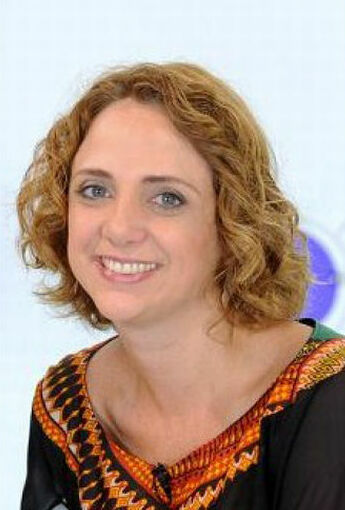
Letícia Isnard
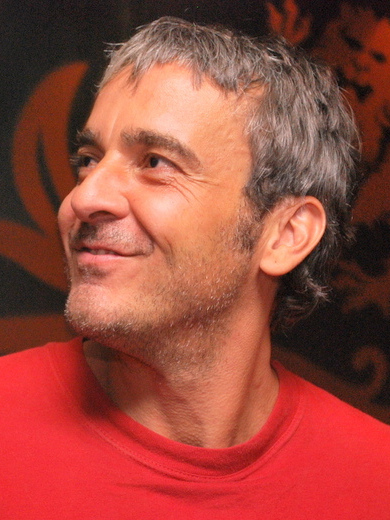
Alexandre Borges
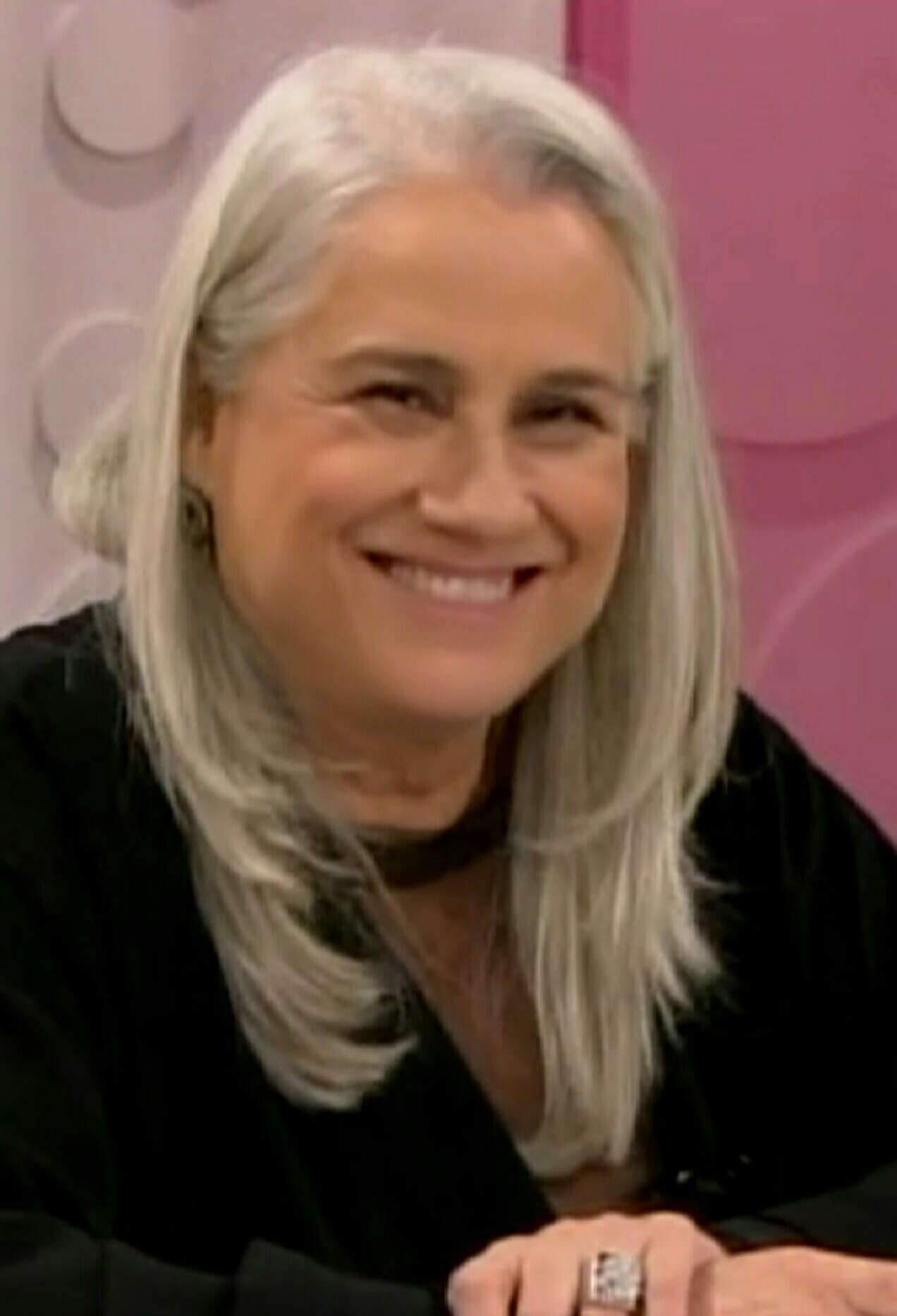
Vera Holtz
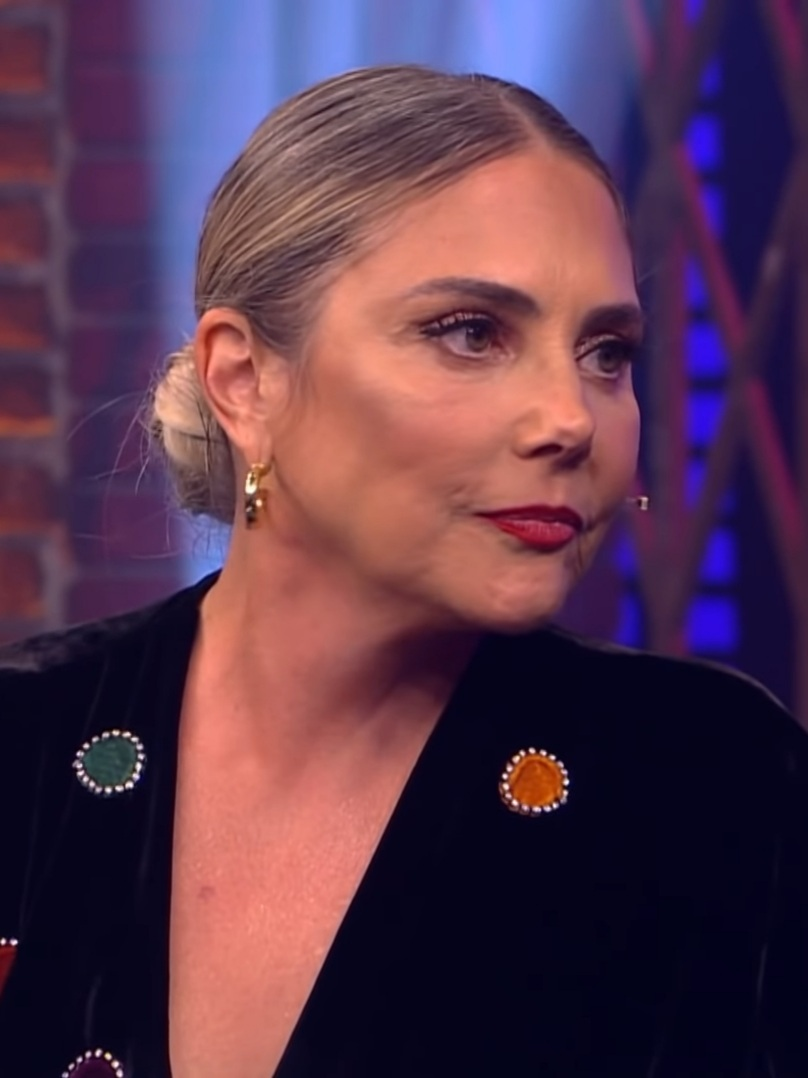
Heloísa Périssé
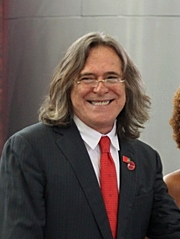
José de Abreu

## Doblaje
| Actor/Actriz ()     | Doblaje ()           |
| ------------------- | -------------------- |
| Débora Falabella    | Karla Falcón         |
| Adriana Esteves     | Cony Madera          |
| Cauã Reymond        | Víctor Ugarte        |
| Murilo Benício      | Manuel Campuzano     |
| Mel Maia            | Melissa Gutiérrez    |
| Bernardo Simões     | Irving Corona        |
| Marcello Novaes     | Carlos Hernández     |
| Heloísa Perissé     | Liliana Barba        |
| Tony Ramos          | Paco Mauri           |
| Vera Holtz          | Gloria Obregón       |
| José de Abreu       | Guillermo Coria      |
| Marcos Caruso       | José Luis Orozco     |
| Eliane Giardini     | Rebeca Patiño        |
| Juca de Oliveira    | César Árias          |
| Jean Pierre Noher   | Pedro D'Aguillon Jr. |
| Betty Faria         | Maru Guzmán          |
| Letícia Isnard      | Irene Jiménez        |
| Alexandre Borges    | Raúl Anaya           |
| Débora Bloch        | Adriana Casas        |
| Carolina Ferraz     | Irina Índigo         |
| Camila Morgado      | Gabriela Guzmán      |
| Nathalia Dill       | Cristina Hernández   |
| Bruno Gissoni       | Arturo Cataño        |
| Ísis Valverde       | Mireya Mendoza       |
| Thiago Martins      | Miguel Ángel Leal    |
| Daniel Rocha        | Javier Olguín        |
| Juliano Cazarré     | Yamil Atala          |
| Ailton Graça        | Alfonso Ramírez      |
| Fabíula Nascimento  | Rebeca Gómez         |
| Otávio Augusto      | Alejandro Villeli    |
| Cláudia Missura     | Isabel Martiñón      |
| Cacau Protásio      | Mónica Villaseñor    |
| Paula Burlamaqui    | Erica Edwards        |
| Bianca Comparato    | Angélica Villa       |
| Emiliano D’Avila    | Ricardo Bautista     |
| Carol Abras         | Lupita Leal          |
| José Loreto         | Kaihiamal Martínez   |
| Débora Nascimento   | Nallely Solís        |
| Ana Karolina Lannes | Nycolle González     |

## Cultura popular
Avenida Brasil se ha convertido en un fenómeno popular en Brasil. Los personajes únicos y telenovela dedicada, a través de las redes sociales, generaron muchos "memes". Fue considerado por algunos críticos como un retrato de la nueva clase media brasileña, un cambio en la estructura de Rede Globo, conocida por sus programas en retratar la élite económica, lo que motivó un éxito, notablemente más alto que el anterior, y el apoyo del público. Según una encuesta realizada por Veja, dijeron que el 79% de los personajes de la trama representa la clase media brasileña, y que este patrón no fue seguida de ninguna otra novela de la estación nueve en toda la década de 1986.

"Lo que sucede ahora es que, por un conjunto de variables económicas, las clases populares han aumentado su participación en la sociedad y han experimentado cambios de hábitos y comportamiento. Por lo tanto, es natural que queramos ver reflejado ese movimiento en la televisión."

Además de personajes característicos, la representación de la clase media y el suburbio de Río de Janeiro pasa por la construcción de varios escenarios de Avenida Brasil, como la mansión de Tifón y su familia, que es evidente en los "nuevos ricos" de estilo, con una decoración exagerada y obras de equipo caro, y el barrio ficticio del Divino, con animados bares, vendedores ambulantes y postes realizados por los anuncios conjunto de ropa y otras supersticiones populares. La telenovela tuvo participación histórica en las redes sociales, sobre todo en el microblog Twitter, donde la novela alcanzó a ser trending topic mundial en casi todos los capítulos. Avenida Brasil, en su capítulo final, logró tener 7 de los 10 trending topic de Brasil. Fueron creados muchos memes durante el desarrollo de la trama, incluyendo el 'congelamiento', en el que un personaje tenía paralizada su imagen al final de cada capítulo con música de suspenso de fondo, la que definía que una escena de suspenso se completaría en el siguiente capítulo. El personaje Carminha tenía como muletilla la frase en la que culpaba a la criada Nina (Rita) por diversos problemas. La frase fue usada como meme en diversas situaciones en las redes sociales.

## Banda sonora

### Nacional Vol. 01
Portada: Murilo Benício
1. Rita Lee - Reza (tema de Carlitos, Verónica, Noemia y Alexia)
2. Seu Jorge - Amiga da Minha Mulher (tema de Olenka y Silas )
3. Michel Teló - Humilde Residência (tema de Adauto y Muricy)
4. Sorriso Maroto - Assim Você Mata o Papai (tema de Leleco y Tessália)
5. Marisa Monte - Depois (tema de Nina y Jorgito)
6. Tchê Garotos - Cachorro Perigoso (tema de Darkson)
7. Aviões do Forró - Correndo Atrás de Mim (tema de Suelen)
8. Arlindo Cruz - Meu Lugar (tema de Locación: Divino)
9. Grupo Revelação - Filho da Simplicidade (tema de Locación: Divino)
10. José Augusto - Historia de Nós Dois (tema de Monalisa y Tifón)
11. Belo - Pura Adrenalina (tema de Monalisa y Silas)
12. Pedro Luís e a Parede - A Menina do Salão de Beleza (tema de Locación: Salón de Monalisa)
13. Reginaldo Rossi - O Dia do Corno (tema de Tifón)
14. Banda Xeiro De Mel - Tá Faltando Homem (tema de Olenka)
15. Robson Moura feat. Lino Krizz - Vem Dançar com Tudo (Vem Dançar Kuduro) (tema de Abertura)
16. Maria Rita - Cupido (tema de Jorgito y Débora)

### Nacional Vol. 02
Portada: Débora Falabella
1. Bob Dylan - "Don't Think Twice, It's All Right" (Tema de Nina)
2. Luan Santana - Você de Mim Não Sai (tema general)
3. Charles Chaplin - "Smile" (Tema de Rita y Patata)
4. João Lucas & Marcelo - Eu Quero Tchu, Eu Quero Tcha (Ao Vivo) (tema general)
5. Buchecha - Hot Dog (tema general)
6. Mc Marcinho - Favorita (Remix) (tema general)
7. Zeca Pagodinho - Em um Outdoor (tema de Locación: Divino)
8. Sérgio Mendes - Más que Nada (tema de Locación: Divino Fútbol Club)
9. Péricles - Minha Razão (part. esp.: Chitãozinho & Xororó) (tema de Nina y Tifón)
10. Mc Koringa - Pra Me Provocar (tema general)
11. Mariozan - Ricardão (tema de Leleco y Muricy)
12. Wilson Simonal - Nem Vem que Não Tem (tema de Nilo)
13. Bebeto - Charme (tema general)
14. Waldir Calmon - Que Bonito é (Instrumental) (tema de Locación: Divino Fútbol Club)
15. Preta Gil - Mulher Carioca (tema general)
16. Paolo - Tanta Coisa (tema de Darkson y Tessália)

### Internacional Vol. 03
Portada: Cauã Reymond
1. Taylor Swift - Long Live (tema de Nina)
2. Adele - Set Fire To The Rain (tema de Nina)
3. Mayer Hawthorne - Finally Falling (tema de Locación: Núcleo Zona Sur)
4. Coldplay - Charlie Brown (tema de Jorgito)
5. Lana Del Rey - Video Games (tema de Irán y Débora)
6. Katy Perry - The One That got Away (tema de Locación: Núcleo Zona Sur)
7. Gloria Estefan - Hotel Nacional (tema de Carlitos, Verónica, Noemia y Alexia)
8. Shakira - Addicted To You (tema de Locación: Núcleo Zona Sur)
9. Mister Jam, Ali Pierre & Cymcolé - Bring On the Nite (tema de Max)
10. Bajofondo - Infiltrado (tema de Carminha)
11. Paul McCartney - The Glory Of Love (tema de Max y Carminha)
12. Lionel Richie & Shania Twain - Endless Love (tema de Roni y Suelen)
13. Cattle & Cane - Belle (tema de Roni, Suelen y Leandro)
14. Ellison Chase - She's Got Everything (tema de Ágata)
15. Zeca Pagodinho - "Verdade" (Tema de Tifón)
16. Munhoz & Mariano - "Eu Vou Pegar Você e Tãe" (Tema geral)

## Premios y nominaciones
| Año  | Premio                     | Categoría                      | Persona                                                 | Resultado | Ref    |
| ---- | -------------------------- | ------------------------------ | ------------------------------------------------------- | --------- | ------ |
| 2012 | Meus Prêmios Nick          | Actor Favorito                 | Cauã Reymond                                            | Ganador   | [ 33 ] |
| 2012 | Meus Prêmios Nick          | Actor Favorito                 | José Loreto                                             | Nominado  | [ 33 ] |
| 2012 | Meus Prêmios Nick          | Actriz Favorita                | Débora Falabella                                        | Nominado  | [ 33 ] |
| 2012 | Meus Prêmios Nick          | Personaje Favorito             | Adriana Esteves                                         | Nominado  | [ 33 ] |
| 2012 | Prêmio Extra de Televisão  | Mejor Telenovela               | João Emanuel Carneiro                                   | Ganador   | [ 34 ] |
| 2012 | Prêmio Extra de Televisão  | Mejor Actriz                   | Adriana Esteves                                         | Ganador   | [ 34 ] |
| 2012 | Prêmio Extra de Televisão  | Mejor Actriz                   | Débora Falabella                                        | Nominado  | [ 34 ] |
| 2012 | Prêmio Extra de Televisão  | Mejor Actor                    | Cauã Reymond                                            | Nominado  | [ 34 ] |
| 2012 | Prêmio Extra de Televisão  | Mejor Actor                    | Marcello Novaes                                         | Nominado  | [ 34 ] |
| 2012 | Prêmio Extra de Televisão  | Mejor Actor                    | Murilo Benício                                          | Nominado  | [ 34 ] |
| 2012 | Prêmio Extra de Televisão  | Mejor Actriz de Reparto        | Eliane Giardini                                         | Nominado  | [ 34 ] |
| 2012 | Prêmio Extra de Televisão  | Mejor Actriz de Reparto        | Heloísa Perissé                                         | Nominado  | [ 34 ] |
| 2012 | Prêmio Extra de Televisão  | Mejor Actriz de Reparto        | Ísis Valverde                                           | Ganador   |        |
| 2012 | Prêmio Extra de Televisão  | Mejor Actriz de Reparto        | Leticia Isnard                                          | Nominado  |        |
| 2012 | Prêmio Extra de Televisão  | Mejor Actriz de Reparto        | Vera Holtz                                              | Nominado  |        |
| 2012 | Prêmio Extra de Televisão  | Mejor Actor de Reparto         | Alexandre Borges                                        | Nominado  |        |
| 2012 | Prêmio Extra de Televisão  | Mejor Actor de Reparto         | Juliano Cazarré                                         | Nominado  |        |
| 2012 | Prêmio Extra de Televisão  | Mejor Actor de Reparto         | Marcos Caruso                                           | Nominado  |        |
| 2012 | Prêmio Extra de Televisão  | Mejor Actor de Reparto         | José de Abreu                                           | Ganador   |        |
| 2012 | Prêmio Extra de Televisão  | Revelación Infantil            | Ana Karolina Lannes                                     | Nominado  |        |
| 2012 | Prêmio Extra de Televisão  | Revelación Infantil            | Mel Maia                                                | Ganador   |        |
| 2012 | Prêmio Extra de Televisão  | Revelación                     | Bruno Gissoni                                           | Nominado  |        |
| 2012 | Prêmio Extra de Televisão  | Revelación                     | Cacau Protásio                                          | Ganador   |        |
| 2012 | Prêmio Extra de Televisão  | Revelación                     | Daniel Rocha Azevedo                                    | Nominado  |        |
| 2012 | Prêmio Extra de Televisão  | Revelación                     | José Loreto                                             | Nominado  |        |
| 2012 | Prêmio Extra de Televisão  | Mejor Vestuario                | João Emanuel Carneiro                                   | Nominado  |        |
| 2012 | Melhores e Piores Tv Press | Mejor Actriz                   | Adriana Esteves                                         | Ganador   | [ 35 ] |
| 2012 | Melhores e Piores Tv Press | Mejor Actor de Reparto         | Marcos Caruso                                           | Ganador   | [ 35 ] |
| 2012 | Melhores e Piores Tv Press | Mejor Escenografía             | Avenida Brasil                                          | Ganador   | [ 35 ] |
| 2012 | Troféu APCA                |                                |                                                         |           |        |
| 2012 | Gran Premio de la Crítica  | Avenida Brasil                 | Ganador                                                 | [ 36 ]    |        |
| 2012 | Mejor Actriz               | Adriana Esteves                | Ganador                                                 | [ 36 ]    |        |
| 2012 | Mejor Actor                | José de Abreu                  | Ganador                                                 | [ 36 ]    |        |
| 2012 | Mejor Autor                | João Emanuel Carneiro          | Ganador                                                 | [ 36 ]    |        |
| 2012 | Capricho Awards            | Programa de Televisión         | Avenida Brasil                                          | Nominado  | [ 37 ] |
| 2012 | Capricho Awards            | Mejor Actor Nacional           | Bruno Gissoni                                           | Nominado  | [ 37 ] |
| 2012 | Capricho Awards            | Mejor Actriz Nacional          | Ísis Valverde                                           | Nominado  | [ 37 ] |
| 2013 | Melhores do Ano (TV Globo) | Mejor Actriz                   | Adriana Esteves                                         | Ganador   | [ 38 ] |
| 2013 | Melhores do Ano (TV Globo) | Mejor Actriz                   | Débora Falabella                                        | Nominado  | [ 38 ] |
| 2013 | Melhores do Ano (TV Globo) | Mejor Actor                    | Cauã Reymond                                            | Nominado  | [ 38 ] |
| 2013 | Melhores do Ano (TV Globo) | Mejor Actor                    | Marcello Novaes                                         | Nominado  | [ 38 ] |
| 2013 | Melhores do Ano (TV Globo) | Mejor Actor                    | Murilo Benício                                          | Ganador   | [ 38 ] |
| 2013 | Melhores do Ano (TV Globo) | Actor de Reparto               | José de Abreu                                           | Nominado  | [ 38 ] |
| 2013 | Melhores do Ano (TV Globo) | Actor de Reparto               | Juliano Cazarré                                         | Ganador   | [ 38 ] |
| 2013 | Melhores do Ano (TV Globo) | Actor de Reparto               | Marcos Caruso                                           | Nominado  | [ 38 ] |
| 2013 | Melhores do Ano (TV Globo) | Actriz de Reparto              | Isis Valverde                                           | Ganador   | [ 38 ] |
| 2013 | Melhores do Ano (TV Globo) | Actriz de Reparto              | Eliane Giardini                                         | Nominado  | [ 38 ] |
| 2013 | Melhores do Ano (TV Globo) | Actriz de Reparto              | Vera Holtz                                              | Nominado  | [ 38 ] |
| 2013 | Melhores do Ano (TV Globo) | Actriz Revelación              | Cacau Protásio                                          | Nominado  | [ 38 ] |
| 2013 | Melhores do Ano (TV Globo) | Actriz Revelación              | Débora Nascimento                                       | Nominado  | [ 38 ] |
| 2013 | Melhores do Ano (TV Globo) | Actor Revelación               | José Loreto                                             | Nominado  | [ 38 ] |
| 2013 | Melhores do Ano (TV Globo) | Actor Revelación               | Daniel Rocha Azevedo                                    | Nominado  | [ 38 ] |
| 2013 | Melhores do Ano (TV Globo) | Actriz o Actor Infantil        | Ana Karolina Lannes                                     | Nominado  | [ 38 ] |
| 2013 | Melhores do Ano (TV Globo) | Actriz o Actor Infantil        | Mel Maia                                                | Ganador   | [ 38 ] |
| 2013 | Prêmio Quem de Televisão   | Mejor Actor                    | Murilo Benício                                          | Nominado  | [ 39 ] |
| 2013 | Prêmio Quem de Televisão   | Mejor Actriz                   | Adriana Esteves                                         | Ganador   | [ 39 ] |
| 2013 | Prêmio Quem de Televisão   | Mejor Actriz                   | Débora Falabella                                        | Nominado  | [ 39 ] |
| 2013 | Prêmio Quem de Televisão   | Mejor Actor de Reparto         | Alexandre Borges                                        | Nominado  | [ 39 ] |
| 2013 | Prêmio Quem de Televisão   | Mejor Actor de Reparto         | José de Abreu                                           | Nominado  | [ 39 ] |
| 2013 | Prêmio Quem de Televisão   | Mejor Actor de Reparto         | Juliano Cazarré                                         | Ganador   | [ 39 ] |
| 2013 | Prêmio Quem de Televisão   | Mejor Actor de Reparto         | Marcello Novaes                                         | Nominado  | [ 39 ] |
| 2013 | Prêmio Quem de Televisão   | Mejor Actor de Reparto         | Marcos Caruso                                           | Nominado  | [ 39 ] |
| 2013 | Prêmio Quem de Televisão   | Mejor Actor de Reparto         | Otávio Augusto                                          | Nominado  | [ 39 ] |
| 2013 | Prêmio Quem de Televisão   | Mejor Actriz de Reparto        | Eliane Giardini                                         | Nominado  | [ 39 ] |
| 2013 | Prêmio Quem de Televisão   | Mejor Actriz de Reparto        | Cláudia Missura                                         | Nominado  | [ 39 ] |
| 2013 | Prêmio Quem de Televisão   | Mejor Actriz de Reparto        | Ísis Valverde                                           | Nominado  | [ 39 ] |
| 2013 | Prêmio Quem de Televisão   | Mejor Actriz de Reparto        | Débora Bloch                                            | Nominado  | [ 39 ] |
| 2013 | Prêmio Quem de Televisão   | Mejor Actriz de Reparto        | Vera Holtz                                              | Nominado  | [ 39 ] |
| 2013 | Prêmio Quem de Televisão   | Revelación                     | Cacau Protásio                                          | Nominado  | [ 39 ] |
| 2013 | Prêmio Quem de Televisão   | Revelación                     | Daniel Rocha Azevedo                                    | Ganador   | [ 39 ] |
| 2013 | Prêmio Quem de Televisão   | Revelación                     | José Loreto                                             | Nominado  | [ 39 ] |
| 2013 | Prêmio Quem de Televisão   | Revelación                     | Letícia Isnard                                          | Nominado  | [ 39 ] |
| 2013 | Prêmio Quem de Televisão   | Revelación                     | Mel Maia                                                | Nominado  | [ 39 ] |
| 2013 | Prêmio Quem de Televisão   | Mejor Autor                    | João Emanuel Carneiro                                   | Ganador   | [ 39 ] |
| 2013 | Troféu Imprensa (SBT)      | Mejor Telenovela               | João Emanuel Carneiro                                   | Ganador   |        |
| 2013 | Troféu Imprensa (SBT)      | Mejor Actor                    | Murilo Benicio                                          | Ganador   |        |
| 2013 | Troféu Imprensa (SBT)      | Mejor Actor                    | Cauã Reymond                                            | Nominado  |        |
| 2013 | Troféu Imprensa (SBT)      | Mejor Actriz                   | Adriana Esteves                                         | Ganadora  |        |
| 2013 | Troféu Imprensa (SBT)      | Revelación del Año             | Mel Maia                                                | Nominado  |        |
| 2013 | Troféu Internet (SBT)      | Mejor Telenovela               | João Emanuel Carneiro                                   | Ganador   |        |
| 2013 | Troféu Internet (SBT)      | Mejor Actor                    | Murilo Benicio                                          | Ganador   |        |
| 2013 | Troféu Internet (SBT)      | Mejor Actriz                   | Adriana Esteves                                         | Ganadora  |        |
| 2013 | Prêmio Contigo! de TV      | Mejor Telenovela               | João Emanuel Carneiro                                   | Ganadora  | [ 40 ] |
| 2013 | Prêmio Contigo! de TV      | Mejor Actriz en una Telenovela | Adriana Esteves                                         | Ganadora  | [ 40 ] |
| 2013 | Prêmio Contigo! de TV      | Mejor Actriz en una Telenovela | Débora Bloch                                            | Nominado  | [ 40 ] |
| 2013 | Prêmio Contigo! de TV      | Mejor Actriz en una Telenovela | Débora Falabella                                        | Nominado  | [ 40 ] |
| 2013 | Prêmio Contigo! de TV      | Mejor Actriz en una Telenovela | Isis Valverde                                           | Nominado  | [ 40 ] |
| 2013 | Prêmio Contigo! de TV      | Mejor Actor en una Telenovela  | Alexandre Borges                                        | Nominado  | [ 40 ] |
| 2013 | Prêmio Contigo! de TV      | Mejor Actor en una Telenovela  | Cauã Reymond                                            | Nominado  | [ 40 ] |
| 2013 | Prêmio Contigo! de TV      | Mejor Actor en una Telenovela  | Marcello Novaes                                         | Nominado  | [ 40 ] |
| 2013 | Prêmio Contigo! de TV      | Mejor Actor en una Telenovela  | Murilo Benício                                          | Ganador   | [ 40 ] |
| 2013 | Prêmio Contigo! de TV      | Mejor Actor de Reparto         | José de Abreu                                           | Ganador   | [ 40 ] |
| 2013 | Prêmio Contigo! de TV      | Mejor Actor de Reparto         | José Loreto                                             | Nominado  | [ 40 ] |
| 2013 | Prêmio Contigo! de TV      | Mejor Actor de Reparto         | Juliano Cazarré                                         | Nominado  | [ 40 ] |
| 2013 | Prêmio Contigo! de TV      | Mejor Actor de Reparto         | Marcos Caruso                                           | Nominado  | [ 40 ] |
| 2013 | Prêmio Contigo! de TV      | Mejor Actriz de Reparto        | Débora Nascimento                                       | Nominado  | [ 40 ] |
| 2013 | Prêmio Contigo! de TV      | Mejor Actriz de Reparto        | Eliane Giardini                                         | Nominado  | [ 40 ] |
| 2013 | Prêmio Contigo! de TV      | Mejor Actriz de Reparto        | Heloísa Périssé                                         | Nominado  | [ 40 ] |
| 2013 | Prêmio Contigo! de TV      | Mejor Actriz de Reparto        | Vera Holtz                                              | Nominado  | [ 40 ] |
| 2013 | Prêmio Contigo! de TV      | Revelación                     | Cacau Protásio                                          | Nominado  | [ 40 ] |
| 2013 | Prêmio Contigo! de TV      | Revelación                     | Daniel Rocha Azevedo                                    | Nominado  | [ 40 ] |
| 2013 | Prêmio Contigo! de TV      | Revelación                     | Emiliano D'Avila                                        | Nominado  | [ 40 ] |
| 2013 | Prêmio Contigo! de TV      | Revelación                     | Leticia Isnard                                          | Nominado  | [ 40 ] |
| 2013 | Prêmio Contigo! de TV      | Mejor Actor Infantil           | Bernardo Simões                                         | Nominado  | [ 40 ] |
| 2013 | Prêmio Contigo! de TV      | Mejor Actriz Infantil          | Ana Karolina Lannes                                     | Nominado  | [ 40 ] |
| 2013 | Prêmio Contigo! de TV      | Mejor Actriz Infantil          | Mel Maia                                                | Ganadora  | [ 40 ] |
| 2013 | Prêmio Contigo! de TV      | Mejor Autor                    | João Emanuel Carneiro                                   | Ganador   | [ 40 ] |
| 2013 | Prêmio Contigo! de TV      | Mejor Director                 | Amora Mautner, José Luiz Villamarim, Ricardo Waddington | Ganadores | [ 40 ] |
| 2013 | Premios Emmy Internacional | Mejor Telenovela               | João Emanuel Carneiro                                   | Nominado  |        |